# Matteuccio

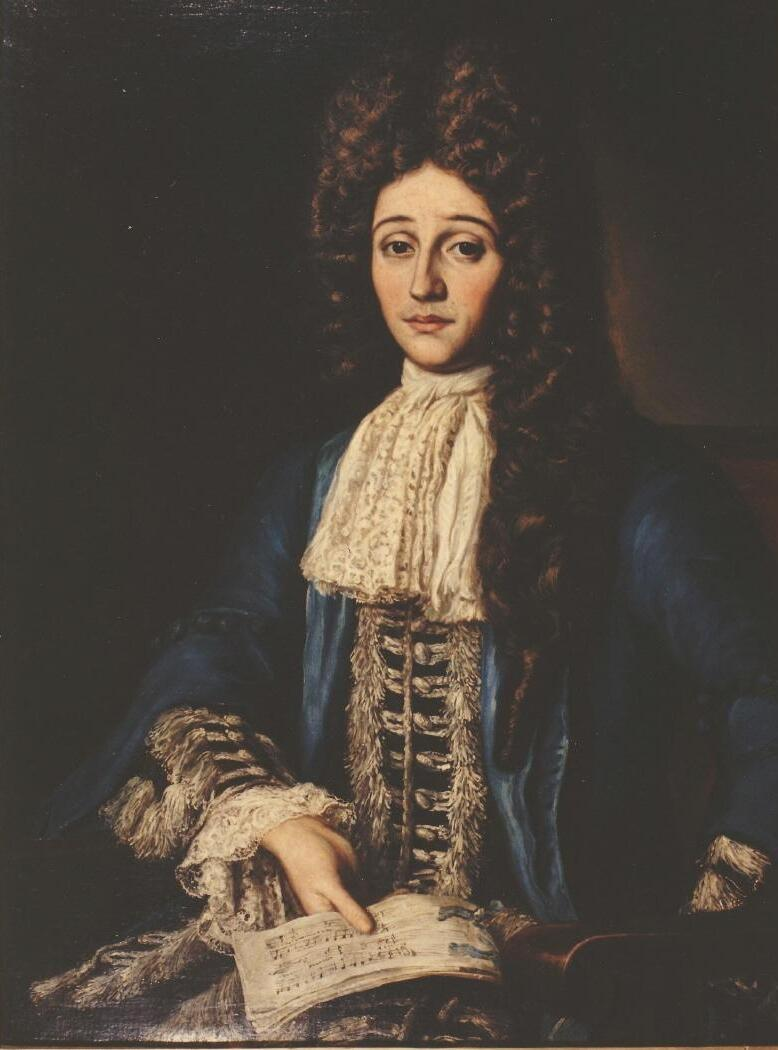
Matteo Sassano, gen. Matteuccio, um 1700. Anonymus, Öl auf Holz, 100 × 76 cm, Madrid, Museo Nacional de Artes Decorativas

Matteo Sassano, genannt Matteuccio (1667 in San Severo – 15. Oktober 1737 in Neapel), war ein berühmter italienischer Kastrat, den man wegen seiner überaus schönen Sopranstimme und seiner virtuosen Gesangskunst auch „die Nachtigall von Neapel“ (il rosignuolo di Napoli) nannte.

## Biographie

### Kindheit und Jugend
Matteo Sassano war der Sohn der Witwe Livia Tommasino und des Giuseppe Sassano. Über seine frühe Kindheit ist nichts bekannt. Ein Barbier seines Heimatortes, der vermutlich den schicksalhaften Eingriff der Orchiektomie vornahm, hatte Kontakte nach Neapel zu einem Alessandro de Liguoro, einem Barbier mit einem Laden nahe dem Palazzo des Nuntius an der Via Toledo; dieser holte den kleinen Matteo ab, nahm ihn bei sich auf, kümmerte sich um ihn und wurde in der Folge zu einer Vertrauensperson für den Sänger. Alessandro sorgte auch dafür, dass der neunjährige Matteo in das Conservatorio dei Poveri di Gesù Cristo eintreten konnte. Dort bekam er in den nächsten 10 Jahren eine perfekte musikalische und stimmliche Ausbildung unter der Leitung von Giovanni Salvatore und Donato Oliva.
Nach einer ersten Ausbildungsphase konnte Matteo an dem üblichen „servizio di musica“ (Musik-„Service“) des Conservatorio teilnehmen: Das bedeutet, dass er an bedeutenden Festtagen in die umliegenden Kirchen zum Singen geschickt wurde. 1684, noch als Schüler des Conservatorio, trat er eine Anstellung in der Königlichen Kapelle des Palastes an, mit einem Gehalt von 10 Dukaten im Monat.
Er war nun unter seinem Kose- und Künstlernamen „Matteuccio“ (kleiner Matteo, „Matteolein“) bekannt und trat in der Folge vor allem in verschiedenen Opern und Serenaten des in Neapel wirkenden bedeutenden Opernkomponisten Alessandro Scarlatti auf: Zum ersten Male wahrscheinlich 1684 im Rahmen einer Privataufführung im Hause der Carafa in der Oper Dal male il bene (ursprg. Tutto il mal non vien per nuocere) auf ein Libretto von Giuseppe Domenico de Todis. Am 25. August und am 16. September 1686 nahm er teil an Scarlattis Serenata L’Olimpo in Mergellina im Palazzo Reale; es war eine Mammutaufführung mit ungefähr 100 Mitwirkenden.
1690 wurde er offiziell zum Sopranisten der bedeutenden Cappella del Tesoro di S. Gennaro bestellt, und als Mitglied in der Congregazione de’ Musici von Neapel aufgenommen. Die letztere war eine Bruderschaft, die ausschließlich den Mitgliedern der Königlichen Kapelle vorbehalten war und ihren Sitz in der Kirche von Montesanto hatte; 1694 wurde Matteuccio zum Leiter der Congregazione ernannt.
In der Zwischenzeit lebte auch seine arme Mutter bei ihm in Neapel; Matteo stellte ihr seine Wohnung zur Verfügung, er selbst kam im Kloster von S. Francesco de Paola in der Nähe des Königspalastes unter. Leider drohte bald ein Skandal, als seine Mutter begann, sich jede Woche mit anderen Männern zu treffen. Matteo fand eine Lösung, indem er sie 1694 mit seinem ehemaligen Mentor, dem Barbier Alessandro de Liguoro verheiratete, der von der reichen Mitgift von 282 Dukaten einen neuen und schöneren Laden direkt gegenüber der Nuntiatur eröffnen konnte.
Matteuccios Ruhm als Sänger war mittlerweile derart gewachsen, dass ihn 1695 ein erster Ruf des musikliebenden Kaisers Leopold I. aus Wien erreichte. Der Sänger machte sich am 18. April 1695 auf die Reise, kehrte jedoch auf halbem Wege wieder um, offiziell aus gesundheitlichen Gründen, in Wahrheit möglicherweise aus Angst vor dem kühlen Klima jenseits der Alpen, und weil er keine Lust hatte, das heimatliche Neapel zu verlassen. Trotzdem reiste er im November desselben Jahres doch noch nach Wien, und obwohl er in der kaiserlichen Hofkapelle ein Gehalt von 3.000 Scudi verdiente, blieb er nur bis zum Sommer 1696.
Am 13. Juli 1696 war Matteuccio wieder zurück in Neapel und sang bereits am 15. Juli während märchenhafter Festlichkeiten zur Eröffnung der Meeres-Promenade im Casino des Vizekönigs in Posillipo den Adonis in Alessandro Scarlattis Serenata Venere, Adone et Amore (auch: Dal giardin del piacere; Libretto: Francesco Maria Paglia).
Leider hatte Matteuccios Erfolg nicht nur positive Seiten. Nach seiner Rückkehr vom Kaiserhof begann er, sich zu verändern: Er war jetzt ein „Divo“, umschwärmt von den Frauen und hochbezahlt, benahm sich stolz und hochmütig, und verweigerte sogar bei einer Gelegenheit dem Vizekönig von Neapel den Gehorsam. Wegen seiner wundervollen Gesangskunst wurden ihm seine Allüren allerdings immer wieder verziehen.
1697 folgte die Titelpartie in der Oper L’Ajace von Carlo Ambrogio Lonati und Paolo Magni, die jedoch für diese Aufführung von Francesco Gasparini stark überarbeitet worden war. Im Teatro S. Bartolomeo sang er am 15. Dezember 1697 die Rolle des Appio Claudio in Alessandro Scarlattis La caduta de’ decemviri (Libretto von Silvio Stampiglia), und im Karneval 1698 die Rolle des Laerte Porsenna in Il Muzio Scevola mit Musik von Cavalli und Giovanni Bononcini, in einer Überarbeitung von A. Scarlatti (Libretto wieder von Silvio Stampiglia).
1697 und 1698 hatte Matteuccio auch mehrere Auftritte in Norditalien, dabei sang er im Teatro Ducale in Piacenza in Bernardo Sabadinis La virtù trionfante dell’ inganno, und in Giovanni Bononcinis Erfolgsoper Il trionfo di Camilla; außerdem in Reggio nell’Emilia in Carlo Francesco Pollarolos L’Ulisse sconosciuto in Itaca.

### In Madrid und Wien
1698 wurde Matteuccio von der spanischen Königin Maria Anna von Neuburg nach Madrid gerufen. Diese hoffte, dass er mit seinem Gesang eine heilsame Wirkung auf die schweren Depressionen König Karls II. ausüben könne. „Die Nachtigall von Neapel“ musste daher jeden Abend für den König singen, und diesem ging es tatsächlich so viel besser, dass der Sänger bis zu Karls Tod im Jahr 1700 am spanischen Hof blieb. Diese positiven Erfahrungen waren Jahrzehnte später ein Vorbild für die spanische Königin Isabella Farnese, als sie den berühmten Farinelli einlud, um für ihren Mann, den depressiven Philipp V., zu singen.
Nach dem Tode Karls II. ging Matteuccio 1701 wieder nach Wien, wo er in den nächsten Jahren zur Freude Josephs I. und des kaiserlichen Hofes beitrug.
Von Wien aus reiste er Ende 1705 nach Venedig, um im Teatro San Giovanni Grisostomo bei den Premieren von Carlo Francesco Pollarolos Opern Flavio Bertarido, re de’ Longobardi, und Filippo, re della Grecia (ab Januar 1706) mitzuwirken.
Als er 1705 in Florenz im Oratorium La costanza trionfante nel martirio di Santa Lucia den Part der Lucia sang, „erstaunte und bezauberte er jeden“ mit seinem Gesang.
1708 trat er in Bologna in der Oper Il Venceslao, ossia Il fratricida innocente von Giacomo Antonio Perti auf. Im November desselben Jahres war er wieder in Venedig, wo er in Antonio Caldaras Sofonisba sang, und im Januar 1709 in Il vincitor generoso von Antonio Lotti.
Auf einer seiner Reisen begegnete Matteuccio in der Kirche Santissima Annunziata in Florenz dem berühmten Altisten Francesco Antonio Pistocchi, mit dem zusammen er eine Motette von Alessandro Scarlatti sang. Nach dem Auftritt bekam er selber zahlreiche Geschenke, Scarlatti eine goldene Tabatière, aber Pistocchi ging leer aus. Völlig verbittert behauptete der Altist in einem Brief an seinen Freund Giacomo Perti, die Motette als Ganzes und Matteuccio hätten überhaupt nicht gefallen, besonders nicht den Kennern, nur er selber sei von vielen „mit unendlichem Vergnügen“ gehört worden.

### Zurück in Neapel
Matteuccio kehrte nach Jahren der Abwesenheit 1709 wieder zurück ins heimatliche Neapel. Dort wirkte er am 28. August 1709 bei den Feierlichkeiten zum Geburtstag der Königin Elisabeth von Spanien in A. Scarlattis Trattenimento musicale in lode della maestà cattolica di Elisabetta Regina delle Spagne mit. Es handelte sich um eine Serenata auf einen Text von Giuseppe Papis für vier Stimmen und Chor. Nur kurze Zeit später sang er während der prächtigen Gedenkfeier der Vergine dei Sette Dolori in der Kirche Santa Maria d’Ogni Bene und erhielt zum Dank vom Herzog von Maddaloni als extravagantes Geschenk eine prächtige Karosse mitsamt Pferden.
1711 wurde Matteo Sassano sein Platz als Musiker der Königlichen Kapelle von Neapel, den er während seiner Zeit im Ausland verloren hatte, wieder zurückgegeben, mit der einzigen Verpflichtung, an den königlichen Festen teilzunehmen.
Der mittlerweile 44-jährige „Divo“ begann nun etwas kürzerzutreten und sang von jetzt an etwas seltener. Da er vom Kaiser geadelt worden war, nannte man ihn nun meistens „Marchese Don Matteo Sassano“. Letzte Glanzpunkte seiner brillanten Laufbahn waren:
- Am 19. Juni 1712 die Serenata zur Krönung Karls VI. zum König von Ungarn oder Il Genio Austriaco[25] von Alessandro Scarlatti (Text von Papis) im Palazzo Reale;
- 1714 die „favoletta drammatica“ Teti, zur Hochzeit des Francesco Maria Spinelli, Fürst von Scalea, mit Dona Rosa Pignatelli. Die Musik dazu stammte von Tommaso Carapella, und außer Matteuccio (als Peleo) sangen Marianna Benti Bulgarelli, gen. „la  Romanina“ (als Teti), Giovanna Albertini, gen. „la Reggiana“ (als Dori), und Gaetano Borghi (als Proteo);
- Im Mai 1716 wurde im Privattheater des Niccolò Gaetani d’Aragona, Herzog von Laurenzano, Scarlattis Serenata La gloria di primavera[26] gegeben, mit Matteuccio in der Rolle des Frühlings (Primavera) und der auch aus Händels Biografie bekannten Margherita Durastanti als Sommer (Estate).

Zu dieser Zeit sang Matteuccio vor allem und häufig bei religiösen Zeremonien zu Ehren der Vergine Addolorata, oder wenn adlige Damen in ein Kloster eintraten, oder in seiner Funktion als Mitbruder der Congregazione di S. Carlo. Am 4. Dezember 1717 trat er zum Namenstag der Gräfin von Daun, Vizekönigin von Neapel, in Leonardo Leos Serenata Diana amante auf.
Zum letzten Mal erscheint Matteo Sassanos Name in der Gazzetta di Napoli am 21. November 1724 zur Feier des Klostereintritts von Emilia Carafa, der Schwester des Herzogs von Maddaloni. An der Seite Matteos sang der aufsteigende Stern der italienischen Oper, der junge Farinelli. Dieser wurde 1732 auch der offizielle Nachfolger Matteuccios in der Königlichen Palast-Kapelle, gab diesen Posten aber schon 1735 wieder ab, zugunsten des noch jüngeren und ebenfalls berühmten Sopranisten Caffarelli.
Matteuccio sang auch nach seinem eigentlichen Rückzug mit über siebzig Jahren noch jeden Samstag aus bloßer Frömmigkeit in der Kirche. Seine Stimme soll immer noch so frisch, klar und schön gewesen sein, „… dass jeder, der ihn hörte, aber nicht sah, glaubte, er wäre ein Jüngling in der Blüte seiner Jahre“.
Matteuccio Sassano, die „Nachtigall von Neapel“, starb mit siebzig Jahren am 15. Oktober 1737 in seinem Appartement beim Kloster des Rosariello di Palazzo in Neapel und wurde am Carminiello di Palazzo begraben.
Er hinterließ ein großes Vermögen, aber da er keine Nachfahren hatte, bestimmte er einen Dr. Domenico Terminiello zu seinem Erben und Nachlassverwalter.